# 扎克里王朝纪念日
 拉玛一世纪念日和扎克里王朝纪念日（或扎克里日）是泰国国内以纪念拉玛一世和扎克里王朝为目的而设立的法定假日。泰国政府规定每年的4月6日为扎克里纪念日。

## 历史
佛历2325年（公历1782年）拉玛一世加冕为暹罗王国国王并正式建立扎克里王朝。其于当日下令修建曼谷城并正式定都于曼谷。 
根据如上史实，拉玛五世于佛历2416年（公历1873年）下令为扎克里王朝的前四位君主，即拉玛一世、拉玛二世、拉玛三世和拉玛四世筑像以示纪念。在这四尊雕像建成之后，暹罗政府每年都会在塑像前举行由王室贵族、公务员和普通群众参加的纪念活动以示对四位国王的尊崇和怀念。随后，拉玛五世下令将四尊塑像移到位于曼谷大皇宫内的兜率皇殿。但是之后这四尊塑像在又被迁移到了其他地方，如森睦透提瓦拉图巴透殿等。之后在拉玛六世时期，拉玛六世下令将四尊塑像安置到位于玉佛寺的碧隆天神殿内，并为拉玛五世再新筑一尊塑像。
佛历2461年（公历1918年）4月，五尊雕像全部整修完成。4月6日，拉玛六世下令于当日举行盛大的纪念活动以纪念在他之前登基的五位先王，并同时规定每年4月6日称为“扎克里日”。